# Челеби, Сейит-Сеттар
Сейит-Сеттар Челеби (1789 — не ранее 1849) — симферопольский городской голова, купец 3-й гильдии. Его именем названа мечеть в Старом городе Симферополя, построенная на его средства.

## Биография

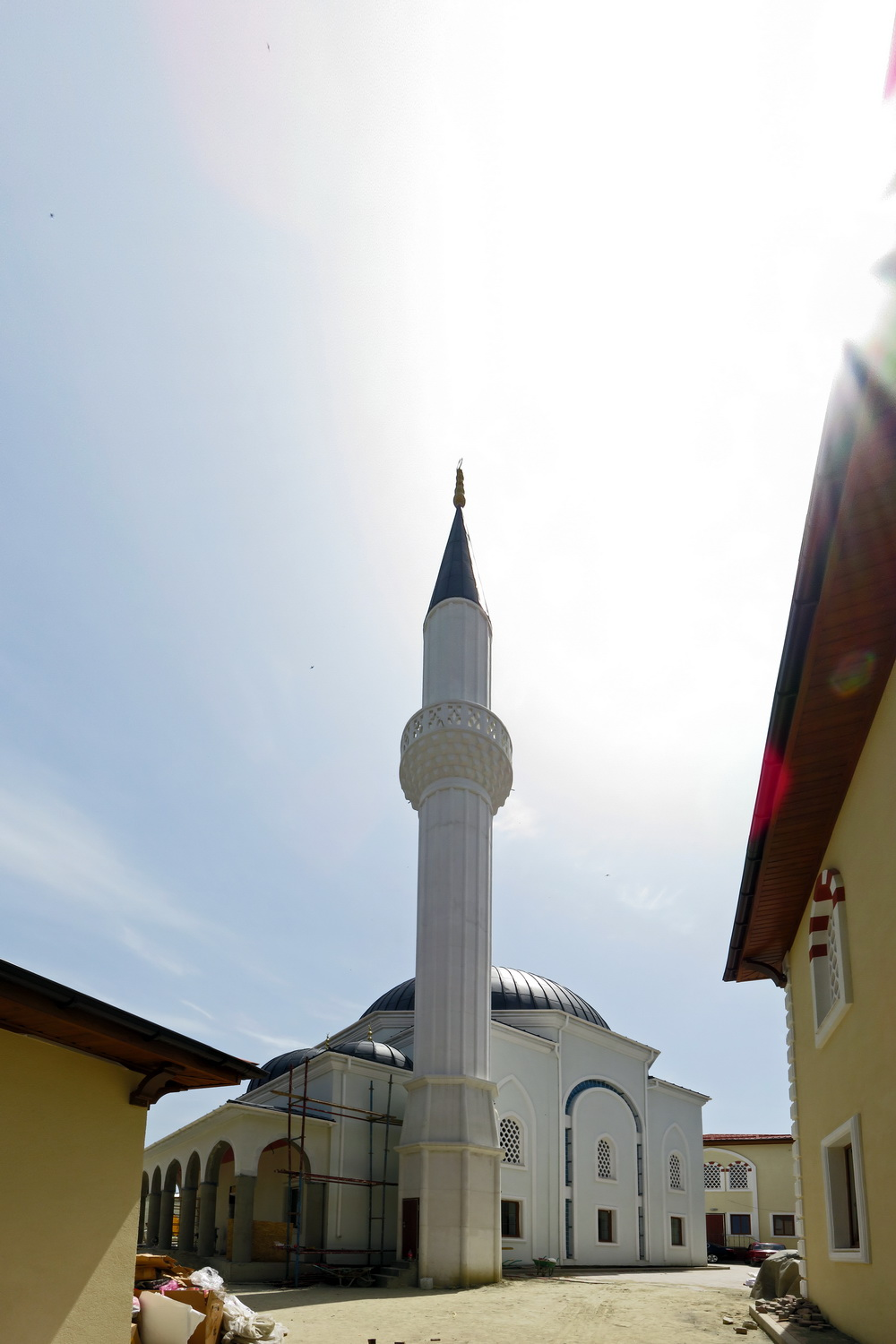
Перестроенная мечеть Сейит-Сеттар Челеби, 2016 год

Родился в 1789 года в семье Умера Челеби.
Владел в Симферополе домом, постоялым двором, магазином, двумя лавками, а в Алуште был собственником фруктового сада размером в 10 гектар. В третью гильдию купцов был зачислен 7 апреля 1825 года.
На общегородским выборах 22 декабря 1832 года Челеби был избран городским головой Симферополя на трёхлетний период. В должность вступил 20 февраля 1833 года. На этот пост переизбирался в 1835 и 1838 годах. По мнению историка Ибраима Абдуллаева, Сейит-Сеттар Челеби находился в должности городского головы и в последующее десятилетие.
В 1849 году в районе современного Старого города Симферополя на его средства была построенная мечеть, названная в его честь. Вокруг мечети сформировался одноимённый район — Сейит-Сеттар мааллеси.
Дата смерти неизвестна.

## Семья
Супруга — Абибе Ханым. Собственных детей не имели. Воспитывали приёмного сына Мираса Зеврий-оглу.

## Награды
- Золотая медаль с надписью «За усердие» для ношения на шее на Александровской ленте (1849)[3]
- Золотая медаль с надписью «За усердие» для ношения на шее на Владимирской ленте (1846)[4]
- Золотая медаль с надписью «За усердие» для ношения на шее на Аннинской ленте (1842)[5]